# Marie Terezie z Harrachu
Marie Terezie z Harrachu (rodným jménem Marie Terezie z Thurn-Taxisu, německy Maria Theresia Walentine Prinzessin von Thurn und Taxis; 7. ledna 1856 Praha – 20. srpna 1908 zámek Prugg, Bruck an der Leitha) byla česko-rakouská šlechtična pocházející z rodu Thurn-Taxisů, provdaná za českého šlechtice, politika a mecenáše Jana Harracha. Působila na dvoře rakouské císařovny Alžběty Bavorské jako palácová dáma, následně jako její poslední nejvyšší hofmistryně (1897–1898) a nakonec až do své smrti zastávala post nejvyšší hofmistryně císařského dvora. 

## Život

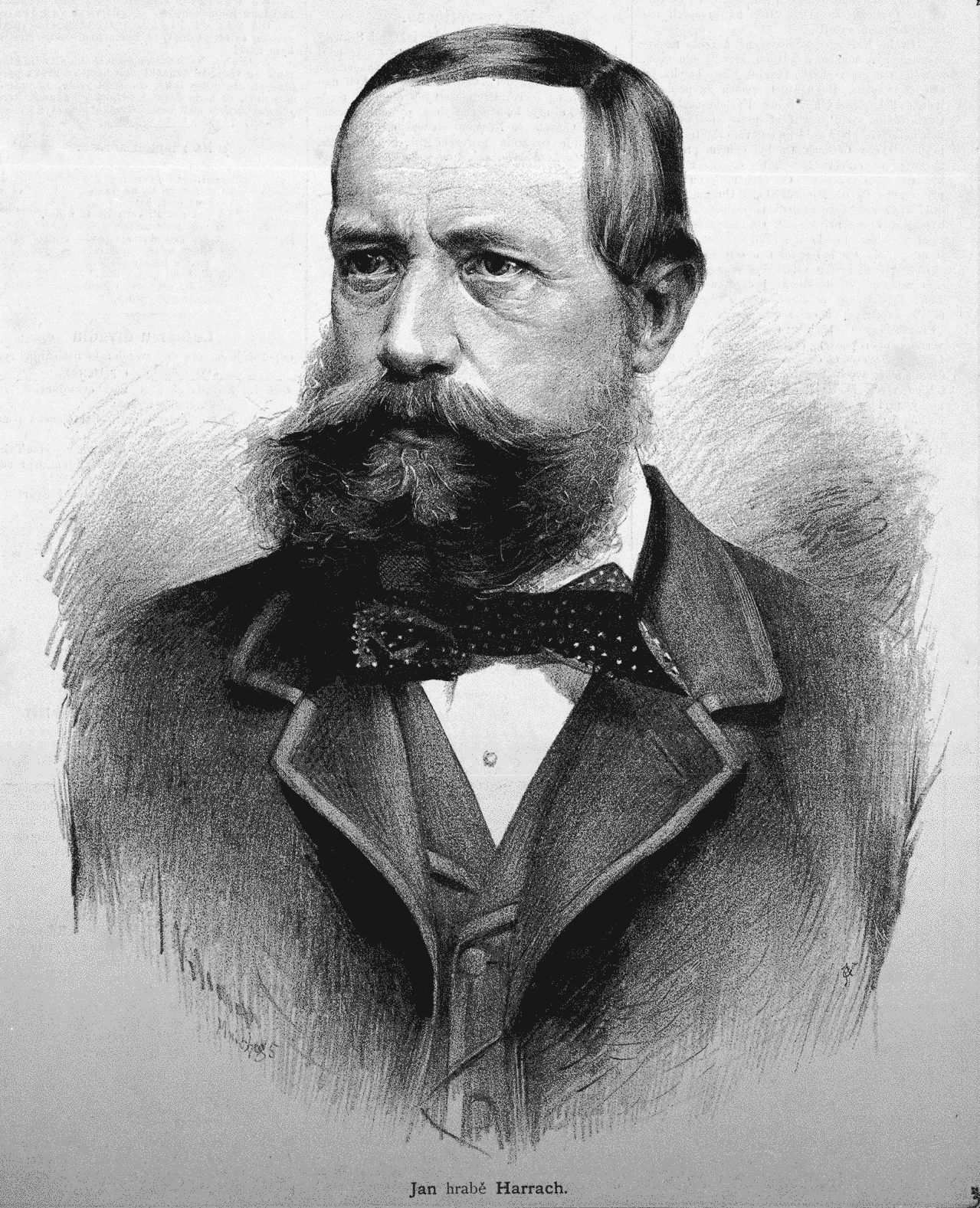
Jan Harrach na kresbě J. Vilímka z roku 1885

### Mládí a sňatek
Pocházela z česko-rakouského šlechtického rodu Thurn-Taxisů, narodila se v Praze jako dcera Huga z Thurn-Taxisu (1817–1889) a jeho manželky Almerie z Belcredi (1819–1914). Roku 1878 se v Praze provdala za osmadvacet let staršího ovdovělého šlechtice a politika Jana Františka Nepomuka Harracha (1828–1909), mj. poslance rakouské Říšské rady a podporovatele rozvoje českého kulturního i politického života ve vrcholném období tzv. Národního obrození, mj. během budování Národního divadla v Praze.  

### Na dvoře císařovny
Patrně již od raného mládí působila na rakouském císařském dvoře ve Vídni jako jedna z palácových dam císařovny Alžběty Bavorské, manželky císaře Františka Josefa I. V roce 1897 se stala nejvyšší hofmistryní císařovny, v kteréžto funkci byla zodpovědná za chod jejího dvora. Tuto funkci zastávala až do smrti Alžběty 20. září 1898 po atentátu italského anarchisty v Ženevě. Z pozice svého úřadu zprostředkovávala převoz ostatků císařovny ze Švýcarska do Vídně a podílela se na organizací jejího pohřbu. U dvora od podzimu 1898[zdroj?] zastávala až do své smrti úřad nejvyšší hofmistryně císařského dvora.

### Ocenění

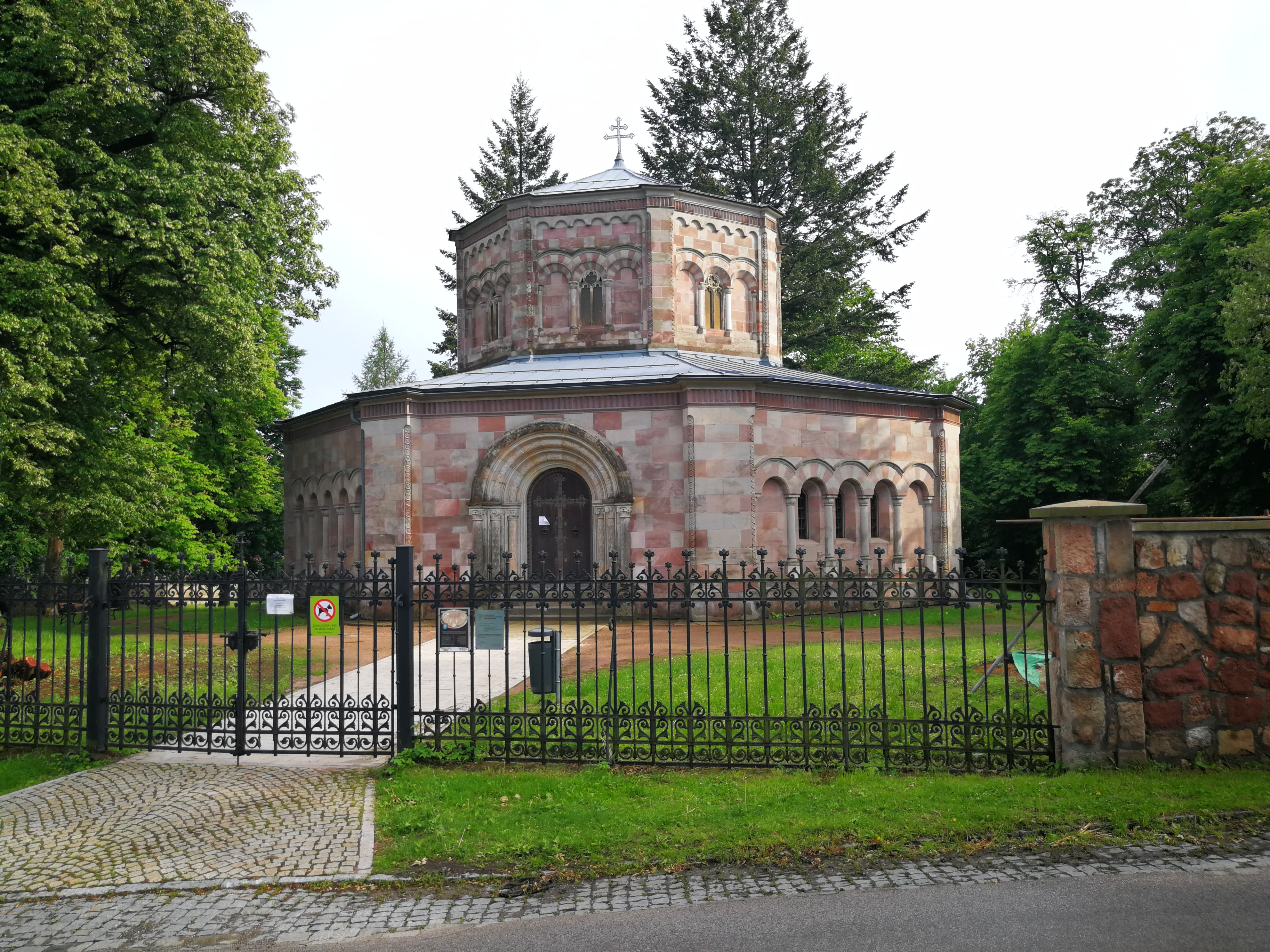
Hrobka Harrachů v Horní Branné

Byla nositelkou titulů dáma Řádu hvězdového kříže (1879) a dáma Maltézského řádu, rovněž byla držitelkou velkokříže Řádu Alžběty (1898).

### Úmrtí
Marie Terezie z Harrachu zemřela 20. srpna 1908 na rodinném zámku zámek Prugg u města Bruck an der Leitha v Dolních Rakousích ve věku 52 let. Pohřbena byla v rodinné hrobce Harrachů v Horní Branné u Semil. 

### Rodina
S manželem, který měl celkem osm dětí z předchozího manželství, počali jediného syna, Arnošta Františka (1879–1971). Byl rytířem Maltézského řádu a získal čestnou hodnost c. k. komořího. Jeho manželkou se roku 1905 stala Elisabeth hraběnka von Preysing-Lichtenegg-Moos (1883–1932). 